# Apu (divinidad)
Los apus (del quechua apu, 'señor, jefe') son, en el periodo moderno, montañas tenidas por vivientes desde épocas preincaicas en varios pueblos de los Andes (Ecuador, Chile, Perú y Bolivia, principalmente), a los cuales se les atribuye influencia directa sobre los ciclos vitales de la región que dominan. Tienen un significado asociado a una divinidad, en algunas regiones denominado huamani —o wamani en quechua— a un personaje importante o a alguna de las montañas que, de acuerdo con la tradición preincaica de la zona andina, tutelaban a los habitantes de los valles que eran regados por aguas provenientes de sus cumbres. Los apus son una especie de huaca (santuario o dios), pero a escala monumental asociados a un huamani ("provincia o región"). En estos cerros tutelares o apus existían estructuras o plataformas de piedra donde se desarrollaban diversos ritos específicamente en los santuarios de altura como el Aconcagua, entre los que se cuentan sacrificios humanos llamados capacocha (quechua: qhapaq ucha).
Los apu-huamanis regionales se caracterizaban por su altitud o por tener nieves perpetuas, a diferencia de los apu-huamanis locales, cerros o lomas que destacaban por sobre su entorno, como el cerro San Cristóbal de Lima y posiblemente el cerro Apoquindo, en Santiago de Chile. Especialmente en estos últimos luego de la conquista española fueron implantados elementos católicos, como la cruz cristiana, para borrar las ceremonias «paganas» del imaginario colectivo.
Entre las tribus indígenas amazónicas del Perú se usa el término apu para designar a sus líderes, a los que antes se les conocía como caciques o curacas.

## Ubicación
De acuerdo con el arqueólogo Johan Reinhard en su libro The Ice Maiden, existen al menos las siguientes cumbres andinas con sitios incas caracterizados por su altura y posiblemente asociados a huamanis, ordenados de norte a sur, en m s. n. m.:
- En Perú:
  - Sara Sara, 5505 m s. n. m.
  - Coropuna, 6425 m s. n. m.
  - Hualca Hualca, 6025 m s. n. m.
  - Ampato, 6310 m s. n. m.
  - Huarancate, 5370 m s. n. m.
  - Chachani, 6075 m s. n. m.
  - Misti, 5822 m.n.s.m
  - Ausangate, 6372 m.s.n.m
  - Allincapac 5780 m s. n. m.
  - Ccarhuarazo 5112 m s. n. m.
  - Rasuwillka 5000 m s. n. m.

- En Chile y Argentina:
  - Esmeralda, 950 m s. n. m.
  - Paniri, 5946 m s. n. m.
  - Licancabur, 5921 m s. n. m.
  - Chañi, 5896 m s. n. m.
  - Quehuar, 6130 m s. n. m.
  - Llullaillaco, 6739 m s. n. m.
  - Chuscha, 5512 m s. n. m.
  - Copiapó, 6052 m s. n. m.
  - El Toro, 6380 m s. n. m.
  - Cerro Las Tórtolas 6160 m s. n. m.
  - Aconcagua, 6960 m s. n. m.
  - Cerro El Plomo, 5430 m s. n. m.
- En Bolivia:
  - Nevado Sajama, 6.542 m s. n. m.
  - Illimani, 6.460 m s. n. m
  - Illampu, 6.368 m s. n. m
  - Huayna Potosi, 6090  m. s. n. m
  - Uturuncu, 6 008 m s. n. m.
  - Volcán Tunupa, 5.432 m. s.n. m.
  - Tata sabaya, 5.430 m s. n. m.

## Pampamisayocyaltomisayoc
Un pampamisayoc es una especie de sumo sacerdote andino que recibió su vocación durante un sueño durante una inmersión en un lago helado o si sobrevivieron al impacto de un rayo. 
Mientras que un altomisayoc es aquel que tiene el don de poder comunicarse directamente con los espíritus y los apus.